# Coenosia means
Coenosia means este o specie de muște din genul Coenosia, familia Muscidae, descrisă de Johann Wilhelm Meigen în anul 1826. Conform Catalogue of Life specia Coenosia means nu are subspecii cunoscute.